# Ana María Cuesta
Ana María Cuesta León (Bogotá, 5 de junio de 1986 - 11 de junio de 2025) fue una socióloga, lideresa social y activista de derechos humanos colombiana.

## Biografía
Nació en Bogotá, estudio sociología en la Universidad Santo Tomás, hizo su maestría de ciencias sociales y políticas en la Universidad Nacional Autónoma de México.
Empezó su carrera en la Unidad para la Atención y Reparación Integral a las Víctimas, en donde integró el equipo de contribuciones a la verdad, la convivencia y las garantías de no repetición, de la Dirección de Reparación, en el marco del conflicto armado hizo parte del equipo de la línea de memoria y pedagogía y acompañó el proceso de conmemoraciones y actos simbólicos en las direcciones territoriales de Putumayo y Cauca.
Se vínculó a la Centro de Memoria, Paz y Reconciliación de Bogotá, como integrante de José Antequera Guzmán cuando fue nombrada como directora general el 23 de noviembre de 2023 hasta su muerte en 2025.

## Fallecimiento
Desde muy adolescente padecía hipertensión pulmonar y con el paso de su edad la diagnósticaron lupus eritematoso sistémico, que su tratamiento dependía del medicamento del alto costo Ambrisentan que fue negado para su entrega mensual, recurrió a las tutelas qué falló a su favor de suministrar el medicamento esencial vitalicia.
El 9 de junio de 2025 fue hospitaliza por un paro ventricular que provocó la muerte el 11 de junio tras de fallar de la entrega del medicamento esencial en el marco de la crisis de la salud del país.